# Bildkommunikation
Bildkommunikation ist eine Möglichkeit der Kommunikation, das heißt, des „Austauschs“ oder der „Übertragung“ von Informationen.
Nach Thomas Schierl, Leiter des Instituts für Sportpublizistik der Deutschen Sporthochschule Köln lassen sich Bilder schneller rezipieren als andere Kommunikationsmittel. Es dauere nur einen Bruchteil einer Sekunde, um den Inhalt und die Aussage eines Bildes zu erfassen. Dies habe zur Folge, dass Bilder fast automatisch und ohne größere „gedankliche Anstrengung“ aufgenommen würden. Denn im Gegensatz zu beispielsweise sprachlichen Mitteilungen würden Bilder als eine Einheit verstanden und könnten gedanklich einfacher analysiert und verarbeitet werden. Bilder würden vom Gehirn also besonders effizient verarbeitet.
Der Soziologe Hartmut Rosa unterstützt die Ansicht Schierls, indem er argumentiert, dass der Bedarf an medial vermittelten Inhalten von Menschen in einer immer schneller werdenden Gesellschaft mitwachse, wodurch Bilder mit knappen Bildunterschriften langen Textblöcken überlegen seien. Der Vorzug von Bildern gegenüber Text kann psychologisch auch dadurch erklärt werden, dass Bilder einen hohen subjektiven Wahrheitsgehalt besitzen, sie also oftmals als eine Art "Abbild" der Realität rezipiert werden. Dies birgt hohe Risiken aufgrund von Bildmanipulation und postfaktischer Kommunikation.

## Digitalisierung
Durch die zunehmende Digitalisierung, die zu einer Aufhebung der Abgrenzung zwischen Medienproduzent und -rezipient führt, lässt sich eine wachsende Anzahl an publizierten digitalen Bildern feststellen, da die Hürden für die Veröffentlichung von Bildmaterial minimiert wurden. Auch anhand der Nutzerzahlen lässt sich feststellen, dass im Social-Media-Bereich die Beliebtheit von bildbasierten Netzwerken wie Instagram und Snapchat die von textbasierten Netzwerken wie Facebook und Twitter überstiegen hat. Der Digitalisierungsprozess hat demnach eine katalysierende Wirkung auf den Wirkungsgrad von Bildkommunikation.

## Psychologische Forschungsschwerpunkte
Im Bereich der Gesundheitsvorsorge kommen Bilder gezielt zum Einsatz, um gesunde Verhaltensweisen der Rezipienten zu fördern. Dabei richtete sich das Interesse der bisherigen psychologischen Forschung vor allem auf die Umstände, unter denen der Einsatz von Bildmaterial effektiv ist. Beispielsweise konnten Noar et al. (2016) in ihrer Meta-Analyse nachweisen, dass Warnhinweise mit abschreckenden Fotos auf Zigarettenpackungen effektiver sind als rein textbasierte Warnhinweise ohne Fotos.
Ein weiterer psychologischer Forschungsbereich der Bildkommunikation liegt in der Untersuchung der Folgen von unrealistischen Körperidealen, die in Massenmedien wie TV-Sendungen, Zeitschriften aber auch auf Instagram und in anderen bildbasierte Medien suggeriert werden. 'Durch die überdurchschnittlich häufige Darstellung von sehr dünnen Personen in den Medien entsteht bei Rezipienten ein erhöhtes Risiko, ein negatives Körperbild und Essstörungen zu entwickeln. Daher haben sich Programme zur Steigerung der Medienkompetenz als wirksam bei der Prävention von Essstörungen erwiesen.
Großer wissenschaftlicher Aufmerksamkeit kommt des Weiteren der Untersuchung des Lernens mit Bildmaterial zu. Zahlreiche Forschungsarbeiten konnten einen sogenannten picture superiority effect nachweisen, also einen Vorteil von Lernmaterialien auf der Basis von Bildern und Grafiken im Vergleich zu rein textbasierten Lernmaterialien im Hinblick auf den erzielten Lernerfolg.